# Recoil (Grup de música)
Recoil és el projecte personal del músic Alan Wilder, millor conegut com l'ex teclista, programador i bateria de Depeche Mode. A ell es deu en gran part el so que va caracteritzar Depeche Mode
A diferència de Depeche Mode, el projecte consisteix en la creació de sons experimentals i completament originals en un ensamblatge musical d'alt calibre, realitzats a partir de sintetitzadors i seqüenciadors principalment, emfatitzant els recursos de producció que ofereix la tecnologia. Això es complementa amb la participació de vocalistes o col·laboradors convidats que brinden a les composicions de Wilder el toc final de força per mitjà de lletres o interpretacions.

## Gènere i influències

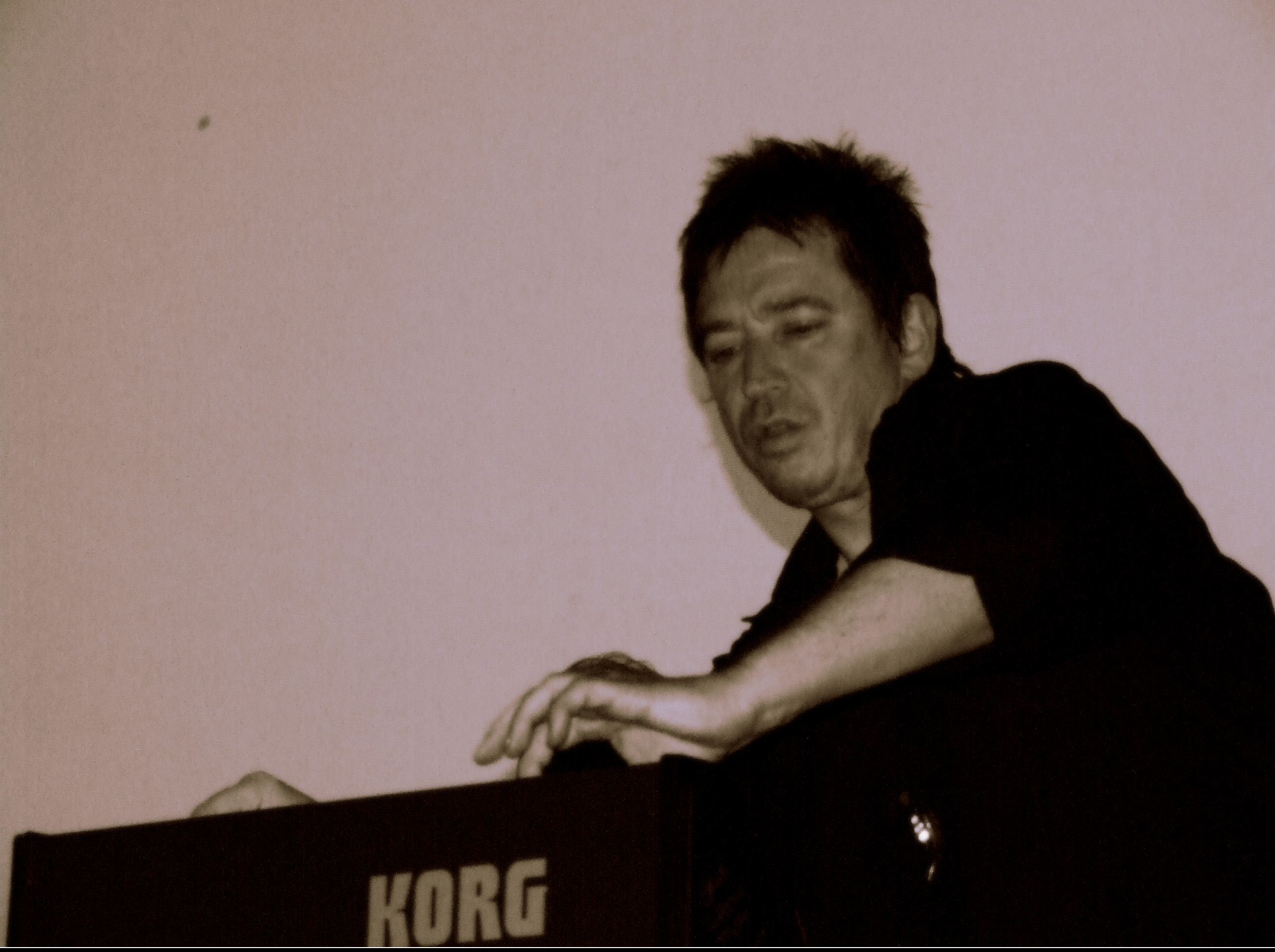
Alan Wilder tocant un teclat l'any 2010

Alan Wilder com a pioner que és a les tecnologies de sampleig, i de notable habilitat en els teclats i sintetitzadors, ha demostrat que en crear un so a partir de l'experimentació i l'ús de les últimes tecnologies de sampleig, pot aconseguir una autenticitat inigualable, diferenciant-se del so realitzat amb Depeche Mode.
La seva música entra en les categories de: Instrumental Experimental, Trip-Hop, Chill Out, Blues, Electro, Avant-Garde, entre d'altres.
Les seves influències principals són: The Beatles, Kraftwerk i David Bowie.

## Història

### 1+2
Alan Wilder sempre ha experimentat amb les seves pròpies idees sonores. Daniel Miller, (productor i fundador de Mute Records), va escoltar una mostra realitzada per Alan, i va optar per produir formalment el que seria el primer LP de Recoil: "1+2". Editat a l'agost de 1986 com un mini-àlbum completament basat en sintetitzadors, "De naturalesa instrumental i ambiental" amb samplatges de treballs previs de Depeche Mode, es percep sempre la influència dels genials Kraftwerk; va ser llançat ensems l'àlbum de Depeche Mode, Black Celebration.

### Hidrology
2 anys després, el gener de 1988, Alan va llançar el seu segon àlbum, "Hidrology", que desafortunadament coincidí amb el tour que Depeche Mode estava oferint (la gira corresponent a l'àlbum Music for the Masses), restringint-se-li l'oportunitat de promocionar el seu material.
Hidrology es va situar lluny de qualsevol semblança al pop comercial, construint un entorn instrumental amb la intenció d'allunyar-se de les tendències convencionals i de descobrir nous territoris en la música.
Wilder ho descriu com "un antídot a Depeche Mode i, en diverses formes, una forma d'alleujar les frustracions de treballar en un format pop".
Els mitjans van catalogar aquesta obra de Recoil com "una musicalización misteriosa, exquisida, amb tendències a l'electricisme, que involucra entorns naturals implementats amb ritmes grandiosos; Hidrology està embolicat en les essències de la música moderna".

### BloodLine
Al final de la gira World Violation, corresponent a l'àlbum Violator de Depeche Mode, Alan va produir a Nitzer Ebb, (banda que havia estat auxiliant a Depeche Mode en les seves últimes gires) en conjunt amb Flood. Així va entaular una relació amb el cantant Douglas McCarthy, qui posteriorment col·laboraria en el seu nou àlbum Bloodline.
Per a aquest LP, llançat en 1991, Wilder va reclutar per primera vegada vocalistes, amb contribuciones de Moby, Tony Halliday i Douglas McCarthy. Aquest àlbum va adquirir molta importància en llançar el seu primer senzill "Faith Healer" (una versió d'Alex Harvey). Es diu que per a la realització d'aquest àlbum, Wilder va fer un esforç per tornar-ho més comercial que els anteriors, encara que no hi hagués pressió alguna perquè això succeís.
L'àlbum Bloodline va ser resumit així: "Alan Wilder, com a figura de Depeche Mode, s'ha donat a conèixer com una figura clau en l'escena musical, transformant els ritmes pop en ritmes una mica més foscos, aquest àlbum ha provocat efectes desconcertants però essencialment és mogut".
L'1 de juny de 1995, Alan Wilder pren la difícil decisió d'abandonar Depeche Mode a causa de la falta de reconeixement a les seves aportacions al grup, a la tensió acumulada després de la gira Devotional, i a problemes en les relacions internes de la banda.

### Unsound Methods
Al setembre de 1996, Alan decideix enfocar-se solament en Recoil, pel que construeix el seu estudi propi anomenat "The Thin Line Studio", dissenyat per a la producció del seu nou àlbum, Unsound Methods.
Unsound Methods va ser el resultat de la unió de peces clau que donarien vida a un so més complex. Es diu que aquest àlbum va ser continuat a partir d'on l'àlbum Songs of Faith and Devotion de Depeche Mode s'havia quedat.
Unsound Methods és un àlbum amb molta influència del blues i el gospel, i del Trip-Hop de Portishead i de Massive Attack. Alan Wilder va declarar a la revista Future Music: "hi ha instants on Recoil sona a altres coses i hi ha altres instants on, no obstant això, l'àlbum posseeix una personalitat pròpia que crea alguna cosa independent i interessant". Si bé "Unsound Methods" segueix aquest estil de produccions anteriors fent massa ressò a l'electrònica més sofisticada de la seva pròpia època, s'enfonsa molt més en un ritme propi i el cim l'aconsegueix en assenyalar ja el camí que distingirà al següent disc "Liquid" -com mostra, l'excel·lent "Luscious Apparatus"-
Aquesta vegada les veus van jugar un rol més important que en l'àlbum anterior, Bloodline, presentant a artistes com:
- Maggie Estep: Una intèrpret de Nova York, en les pistes "Luscious Apparatus" i "Control Freak".
- Siobhan Lynch: Qui per mitjà d'un demo en un cassette es va unir a Recoil, interpreta "Missing Piece" i "Drifting".
- Douglas McCarthy: Integrant de Nitzer Ebb reapareix per interpretar els temes "Incubus" i Stalker.
- Hidia Campbell: Qui anteriorment havia treballat amb Depeche Mode en el Devotional Tour.

Aquestes veus, completament diferents entre si, atorguen originalitat i versatilitat a l'àlbum Unsound Methods. La producció d'aquest àlbum va permetre a Alan l'expressar-se per mitjà de territoris "restringits" en la música, que per cert abasten els seus gustos personals. Aquest àlbum et permetrà submergir-te al nou món de Recoil dels 90.
Va ser benvingut pels mitjans de comunicació, i va ser aclamat i qualificat com "una ombra espectral al món de la música".

### Liquid
Amb "Liquid" hom diu que Recoil ja posseeix un estil propi i definit. Però és un disc molt difícil de digerir per als fans del Depeche Mode pop; és una joia en canvi per als admiradors del Depeche Mode experimental. Diamanda Galás, Nicole Blackman, Samantha Coerbell, Rosa Torras, The Golden Gate Jubilee Quartet, Sonya Aurora Madan i més, conformen el més fervent i confús àlbum de Wilder fins avui.
La més recent oferta de Wilder ofereix intensitat, hipnotismo, desig, fúria, i violència. Molt fosc, introspectiu, estrany i esborronador, arribant fins a l'asfixiant i no obstant això, brillant; passarà a la història com un dels discos més experimentals del corrent electrònic dels 90´s.
Obrint amb 'Black Box', inspirada en l'experiència que va amenaçar la vida de Wilder en ser testimoni ocular d'un accident aeri, l'àlbum parteix de les contradiccions que presenta la vida, per desenvolupar cada pista a manera d'històries, unides per la naturalesa 'líquida' que envolta els processos orgànics de l'ésser humà.
"Recoil és alguna cosa en constant mutació", diu Wilder, "sempre començo en blanc, situant llocs on col·locar les peces al principi; no existeixen regles o idees preconcebudes, només emocions, confio la simplicitat d'aquesta intuïció."
La primera sessió per "Liquid", es va realitzar en la primavera del 98', a la qual es va unir el baterista Steven Monty. El baixista de Curve, Dean García, i el guitarrista Merlin Rhys-Jones, van anar igualment convidats a l'estudi de Wilder: "Els vaig demanar que gravessin diferents peces en 2 temps diferents. Gravem 2 hores i mitja materials diferents, jo no els vaig imposar límits car el que buscava era naturalitat".
En Liquid van participar:
- Diamanda Galás: Va contribuir amb la cançó de blues, i vudú meridional de "Strange Hours".
- Nicole Blackman: Amb la seva foscor i experiència lírica ha col·laborat amb: KMFDM I Golden Palominos. Interpreta: "Want", "Breath Control" i "Chrome".
- The Golden Gate Jubilee Quartet: excel·lent quartet vocal, amb arrels en el soul, el gospel i el blues, interpreten el tema "Jezebel".
- Samantha Coerbell: Poetessa nativa de Nova York aporta lletres i veus en "Last Call for Liquid Courage", "Supreme" i "New York Nights".
- Sonya Madan: Cantant de la banda anglesa Echobelly, interpreta "Dont Look Back".
- Rosa M. Torras: Barcelonesa fanàtica de Recoil, va respondre a la petició de gravar un text en la seva llengua natal, escrivint "Vertigen".
- Reto Büler: La veu narrativa en "Black Box".

### SubHuman
Després d'un descans de 6 anys allunyat del negoci de la música, Wilder torna amb el seu cinquè àlbum titulat 'SubHuman'.
Prenent com a concepte central la idea que tots som infrahumans davant els ulls d'algú, Recoil torna amb un so on les atmosferes blues determinen el sentit fosc dels seus treballs anteriors, aportant igualment un canvi en matisos més subtils. El resultat és un material homogeni amb orquestracions complexes produïdes amb netedat.
Col·labora amb Recoil el cantant de Blues Joe Richardson, l'estil evocador del qual està complementat amb guitarra i harmònica. Nascut a Louisiana, Richardson va passar anys immers en el costat fosc de Nova Orleans, desenvolupant líriques entorn de la religió i els conflictes superlatius.
La cantant i escriptora anglesa Carla Trevaskis, ofereix un rang d'expressió i control a SubHuman que el doten de cert tret delicat i elegant. Ha treballat amb artistes com Eurythmics, Apollo 440 i Portishead.
Les habilitats de Wilder, en barrejar varietat d'estils musicals amb temes controvertits, han produït un àlbum de complexes imatges en expansiu rang dinàmic. SubHuman ens demana aconseguir-nos a nosaltres mateixos i extreure la mera essència que ens fa humans, i el més important, la qual cosa ens permet subordinar uns altres, de vegades fins a les més brutals conseqüències.
Participa igualment Hepzibah Sessa de Miranda Sex Garden, ex-muller de Wilder, i també Sonya Aurora Madan d'Echobelly.